# Ivan Focht
Ivan Focht, hrvaško-bosanski filozof, muzikolog in mikolog, * 7. junij 1927, Sarajevo, † 20. oktober 1992.

## Življenje
Ivan Focht se je rodil 7. junija 1927 v Sarajevu. Po veri je Jud. Kot otrok je doživel holokavst, v katerem je izgubil starše. Med 2. svetovno vojno leta 1944 je bila cela njegova družina zaprta, ker so v njihovi hiši našli material vojne narave in tiskarno mestnega komiteja Zveze komunistov Jugoslavije. Vsi člani družine so bili umorjeni – Ivan Focht je edini, ki se je s skokom iz drugega nadstropja zapora uspel rešiti. Focht se je nato pridružil partizanom. Končal je Filozofsko fakulteto v Zagrebu, v oddelku, ki ga je vodil filozof Vladimir Filipović. Po uspešnem zagovoru doktorske teze, se je vrnil v Sarajevo, kjer je predaval o estetiki na oddelku za filozofijo Filozofske fakultete v Sarajevu in na Glasbeni akademiji vse do upokojitve. Nazadnje se je preselil v Zagreb, kjer je preživel preostanek svojega življenja. Umrl je v Zagrebu 20. oktobra 1992 ter bil pokopan na pokopališču Mirogoj.
Focht je bil filozof fenomenološke orientacije, ki se že v ranih delih odmaknil od takrat prevladujočega marksističnega in psihološkega tolmačenja umetnosti. Glasba v njegovih besedilih ima ontološko prednost v odnosu na vso ostalo umetnost. V glasbeni umetnosti, še posebej v Bachovi, je Focht poskušal odkriti pomembnost doživljanja glasbe skozi pitagorejsko paradigmo. Glasba je utemeljena s številom pod zakoni Kozmosa, ki so jih odkrili Pitagora in njegovi nasledniki, Bachova glasba zato ni čisti izraz subjekta, tj. Bacha samega, niti izraz družbene realnosti, prav tako ni izraz človeških čustev, ampak skrivnost življenja prilagojena kozmičnim zakonom.
Ivan Focht se je poleg estetike ukvarjal z gobarstvom. Objavil je nekaj pomembnih knjig o gobah. Prav tako je bil eden od prvih teoretikov znanstvene fantastike v Jugoslaviji, ter je menil, da je naša doba doba izumiranja filozofije, oziroma doba znanosti in znanstvene fantastike.

## Dela
- (1959.): Istina i biće umjetnosti, Sarajevo: Svjetlost.
- (1961.): Mogućnost, nužnost, slučajnost, stvarnost / Hegelovo učenje o odumiranju umjetnosti, Sarajevo: Veselin Masleša.
- (1965.): Moderna umetnost kao ontološki problem, Beograd: Institut društvenih nauka.
- (1972.): Uvod u estetiku, Sarajevo: Zavod za izdavanje udžbenika.
- (1976.): Tajna umjetnosti, Zagreb: Školska knjiga.
- (1979.): Gljive Jugoslavije, Beograd: Nolit.
- (1980.): Savremena estetika muzike: Petnaest teorijskih portreta, Beograd: Nolit.
- (1986.): Ključ za gljive, Zagreb: Naprijed.
- (1987.): Naši vrganji, Zagreb: Znanje.

### Izbrani članki
- (1950.): Marks o ljudskoj slobodi, Zora, 3, br. 9, 38-46.
- (1952.): Nerješive proturječnosti egzistencijalizma, Vjesnik NFH, br. 2143 od 23. 3. 1952.
- (1953.): Shematiziranje podjele materijalizam-idealizam u obradi historije filozofije, Pregled, 3, br. 10, 225-230.
- (1954.): Egzistencijalizam kao filozofija i kao umjetnost, 7 dana, br. 84 od 30. 12. 1954.
- (1955.): Marksova misao o razvitku osjećaja ljepote, Život, br. 9, knj. 7, 565-570.
- (1955.): Hegelov pojam o umjetnosti i postromantička umjetnost, Pregled, br. 6, 457-466.
- (1956.): Realizam-modernizam, Kulturni radnik, br. 10, 7-14.
- (1956.): Sumnja kao mati filozofije, Omladinska riječ, br. 528 od 8. 6. 1956.
- (1957.): Neobičan položaj moderne muzike, Kulturni radnik, br. 1-2, 14-20.
- (1957.): Marksistička estetika rješenja u djelu Max Raphaela, Izraz, 1-2, knj. 9, 193-205.
- (1957.): “Odumiranje” i budućnost umjetnosti, Naše teme: Časopis mladih o društvenim zbivanjima, 1, br. 1, 90-96.
- (1958.): Pavle Stefanović, "Tragom tona", Izraz, 2, br. 7-8, 101-104.
- (1958.): Vodeći njemački kritičari o stanju književne kritike, Izraz, 2, br. 7-8, 132-135.
- (1958.): Uloga estetike u Hegelovom filozofskom sistemu, Pregled, br. 10, 251-260.
- (1958.): U tmini egzistiranja, Izraz, br. 4, 459-464.
- (1958.): Sedlmayrova dijagnoza: Moderna umjetnost shvaćena kao izraz bolesti svoje epohe, Izraz, 2, br. 9, 181-193.
- (1958.): Sedlmayrova dijagnoza, II: Pet bolesti moderne umjetnosti, Izraz, 2, br. 10, 331-341.
- (1958.): Hegel o umjetničkoj spoznaji, Izraz, 2, br. 12, 537-550.
- (1959.): Apstraktno slikarstvo pod udarima, Izraz, br. 7-8.
- (1959.): Najnoviji Lukačev estetički pokušaj, Izraz, 3, br. 11-12, 488-500.
- (1959.): Problemi realizma, Izraz, 3, knj. 5, br. 4, 413-421.
- (1959.): Rudi Supek: Umjetnost i psihologija, Izraz, 3, knj. 5, br. 5, 535-538.
- (1959.): Stravinski nije protiv Haydna, Izraz, 3, knj. 5, br. 6, 593-597.
- (1959.): Posljednji veliki sistem estetike, Izraz, br. 9, 159-173.
- (1959.): Značaj Rafaelovih gnoseoloških istraživanja, Pregled, br. 7-8, 101-106.
- (1960.): Religija i umjetnost kod Hegela, Izraz, br. 1-2, 45-52.
- (1960.): Šta je Hegel uistinu mislio?, Izraz, br. 5, 470-475.
- (1960.): Kierkegaard o odnosu forme i sadržaja, Izraz, br. 7-8, 31-45.
- (1960.): Kierkegaard o pjesničkoj egzistenciji, Izraz, br. 9, 172-182.
- (1960.): Šta je živo a šta mrtvo u Croceovoj estetici, Izraz, br. 3, 201-219 (objavljeno i kao predgovor knjizi: B. Croce: Estetika kao nauka o izrazu i opća lingvistika, Zagreb, 1960).
- (1960.): Temelji Lukačeve estetike, predgovor knjizi: Dj. Lukač: Prolegomena za marksističku estetiku: Posebnost kao centralna kategorija estetike, Beograd, 1960, v-xxxv.
- (1961.): Tegobe teorije odraza, Izraz, 5, knj. 2, 149-165.
- (1961.): Pretpostavke za rješavanje pitanja o estetskom kriteriju vrijednosti umjetničkog djela, Gledišta, br. 4, 4-9.
- (1961.): Vrednote umjetničkog djela, Odjek, br. 4 od 1. 4. 1961.
- (1961.): Svijet umjetnine, Izraz, br. 4-5, 366-380.
- (1961.): Humanost umjetnosti, Izraz, br. 10, 283-305.
- (1961.): Faze u nastajanju umjetničkog djela, Izraz, br. 11-12, 444-455.
- (1962.): Unutarnji mehanizam aforizma, Izraz, br. 7, 13-32.
- (1962.): Postoji li svetski um, Politika od 3. 6. 1962.
- (1963.): Humanost umjetnosti, u: Branko Bošnjak i Rudi Supek (ur.), Humanizam i socijalizam, knj. 1, Zagreb: Naprijed, 217-234.
- (1964.): Izgledi fenomenološke estetike muzike, Forum: časopis Razreda za suvremenu književnost Jugoslavenske akademije znanosti i umjetnosti, god. 3, knj. 6, br. 11, 679-712.
- (1966.): Umjetnička tehnika i tehnifikacija umjetnosti, Praxis, 3, br. 2, 167-180.
- (1967.): Granica Hartmannove estetike, Praxis, 4, br. 5-6, 749-754.
- (1967.): Umjetnost i partijnost, Izraz, 9, br. 8-9, 815-822.
- (1969.): O knjizi Dragutina Gostuškog "Vreme umetnosti", Treći program Radio Beograda, br. 1, proljeće, 245-254.
- (1969.): Estetički programi časopisa, Treći program Radio Beograda, br. 2, ljeto, 219-230.
- (1970.): Teorijski autoportret, Treći program Radio Beograda, br. 4, zima, 324-332.
- (1971.): Modalitet umjetnosti, Forum: časopis Razreda za suvremenu književnost Jugoslavenske akademije znanosti i umjetnosti, god. 10, knj. 22, br. 9, 338-346.
- (1971.): Umjetnost kao objektivirani duh, Forum: časopis Razreda za suvremenu književnost Jugoslavenske akademije znanosti i umjetnosti, god. 10, knj. 22, br. 10-11, 552-558.
- (1972.): Adornova podjela umjetnosti na "avangardnu" i "masovnu", Kulturni radnik, br. 5, 83-89.
- (1972.): La notion pythagoricienne de la musique: contribution a s determination, International Review of the Aesthetics and Sociology of Music, god. 3, br. 2, 161-172
- (1972.): Korčulanske gljive sabrane u prosincu Arhivirano 3. ožujka 2016. na Wayback Machine., Zbornik otoka Korčule, sv. 2, 229-240.
- (1973.): Šta je muzika, Treći program Radio Beograda, br. 16, zima, 345-354.
- (1973.): Ukus malograđanina, Treći program Radio Beograda, br. 17, proljeće, 259-266.
- (1973.): "Forma" i forme, Treći program Radio Beograda, br. 18, ljeto, 325-366.
- (1973.): Otvorenost za vrednote, Treći program Radio Beograda, br. 19, jesen, 59-70.
- (1974.): Adornos gnoseologistische Einstellung zur Musik, International Review of the Aesthetics and Sociology of Music, god. 5, br. 2, 265-276.
- (1974.): Andreas Liess: Der Weg nach Innen (Ortung ästhetischen Denkens heute), Verlag San Michele, Zürich 1973, pp. 134 (recenzija), International Review of the Aesthetics and Sociology of Music, 5, br. 2, 346-350.
- (1974.): Amuzija hegelijanstva, Polja, 20, br. 186-187, 12-14.
- (1974.): Slika čovjeka i kosmosa, Treći program Radio Beograda, br. 21, proljeće, 523-562.
- (1975.): Granice ontologije umjetnosti u istraživanju književnog djela, Teka, br. 8, proljeće, 318-328.
- (1975.): Geneza literature, Treći program Radio Beograda, br. 24, zima, 71-128.
- (1975.): Filozofija prirode, Treći program Radio Beograda, br. 27, jesen, br. 27, 29-112.
- (1975.): Semiotics and aesthetics: Some preliminary questions of methodology, u: Gino Stefani (ur.), Proceedings of the 1st International Congress on Semiotics of Music. Beograd, 17-21 Oct. 1973, Pesaro: Centro d’Iniziativa Culturale, 245-248.
- (1976.): Put k ontologiji umjetnosti, u: Ante Marušić (ur.), Svijet umjetnosti: Marksističke interpretacije, Zagreb: Školska knjiga, 195-212.
- (1976.): Esej kao protuteža filosofijskom sistemu, Delo, 22, br. 5, 30-39.
- (1976.): Gljive dubrovačkog kraja Arhivirano 12. kolovoza 2016. na Wayback Machine., Dubrovnik, br. 6, 89-102.
- (1977.): Muzika i simbolika brojeva, Polja, 23, br. 220-221, 3-6.
- (1978.): Smrt i beskonačnost, Polja, 24, br. 236, 31-33.
- (1978.): Filozofija muzike, u: Dobroslav Smiljanić (ur.), Filozofija umetnosti, Beograd: Kolarčev narodni univerzitet, 145-155.
- (1978.): Filozofija izvan struke, Treći program Radio Beograda, br. 36, zima, 195-216.
- (1978.): Savremeni estetičari muzike: Muzičari o muzici, Treći program Radio Beograda, br. 39, jesen, 451-481.
- (1979.): Filozofski pogledi Franca Kafke: Jedan nacrt, Zbornik Trećeg programa Radio Zagreba, br. 3, 251-259.
- (1979.): (Meta)estetika ili estetike marksizma, u: Sreten Petrović, Marksistička estetika: Kritika estetičkog uma, Beograd: BIGZ, 1-9.
- (1980.): Problem identiteta muzičkog djela, Život umjetnosti, br. 29/30, 92-102
- (1980.): Jankelevičev muzičko-estetički agnosticizam, Polja, 26, br. 256-257, 197-200.
- (1980.): Kriza ili kataklizma: Hegel i moderna umetnost, Politika, broj od 14. 6., 10.
- (1981.): Glazba i gljive padoše nam s neba, Zbornik Trećeg programa Radio Zagreba, br. 6, 195-201.
- (1981.): Nesreća u sreći, Polja, 27, br. 264, 57-59.
- (1983.): Estetika i moderna umjetnost, Polja, 29, br. 288, 70-72.

## Ostalo
V slovenščini sta o Ivanu Fochtu napravljeni dve diplomi (1980 in 1983).